# حمى مترددة

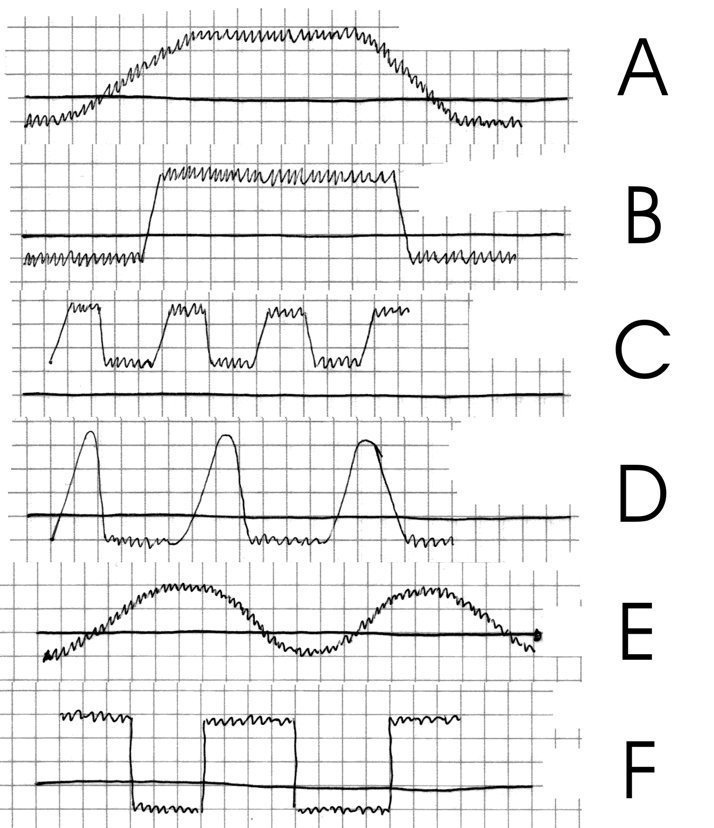
أنماط الحمى المختلفة:A= الحمى المستمرة B= حمى تستمر بشكل مفاجئ في الظهور والزوال C= الحمى المترددة D= الحمى المتقطعة E= الحمى متموجة F= الحمى الراجعة

الحمى المترددة هي نمط من أنماط حدوث الحمى، يتميز هذا النمط بوجود ارتفاع في درجة الحرارة يزيد ويقل متجاوزا 1 درجة مئوية (1.5 درجة فهرنهايت)، وتظل الحرارة مرتفعة طوال اليوم دون أن تنخفض إلى درجة الحرارة العادية (ومن هنا جائت التسمية)، ويُعتبر الفرق بين الزيادة والنقصان أكثر من 1 درجة مئوية هو الفارق الرئيسي بين الحمى المترددة والحمى المستمرة. وتظهر معظم الأمراض المعدية في شكل حمى مترددة، ويعتمد تشخيص سبب الحمى المترددة على ثالوث التشخص: السيرة المرضية، والفحص الجسمي، والفحوصات المعملية (مثل تحليل الدم، زرع الدم) والتصويرية (مثل الأشعة السينية وتخطيط الصدى الطبي والتصوير المقطعي المحوسب).

## الأمثلة
تشمل أمثلة الحمى المترددة كل مما يلي.
- التهاب الشغاف
- حمى التيفوئيد
- داء البروسيلات

## التعامل معها
تُعالج الحمى المترددة في حد ذاتها بخوافض الحرارة (مضادات الحمى) والتي تعمل أيضا كمسكنات لآلام الجسم، إلا أن العلاج الفعلي يعتمد على علاج السبب المُسبب للحمى، وقد تُستخدم المضادات الحيوية في حالة الأمراض البكتيرية المعدية مثل التهاب الشغاف المعدي، بالإضافة إلى بعض الإجراءات المساعدة كالصمام الصناعي وجراحة استبدال الصمام التاجي